# Felipe Lamarca
Felipe Lamarca Claro (Santiago, 26 de agosto de 1950) es un economista, académico, empresario y dirigente gremial chileno, exdirector del Servicio de Impuestos Internos durante la dictadura militar de Augusto Pinochet.

## Biografía
Nació como el segundo de cinco hermanos, falleciendo su padre cuando tenía cinco años de edad. Estudió en el Colegio del Verbo Divino.
Es ingeniero comercial de la Universidad Católica y, pese a que no estudió en la Universidad de Chicago, es considerado miembro de los denominados Chicago Boys. Como tal fue nombrado director del Servicio de Impuestos Internos entre 1978 y 1984.
El 1 de octubre de 1982, por renuncia del superintendente titular, Arsenio Molina Alcalde, es nombrado Superintendente de Valores y Seguros, por Rolf Lüders, el ministro de Hacienda encargado de frenar la crisis económica de aquel año. Una de las medidas fue el salvataje a los bancos privados con una Deuda subordinada.
Durante 19 años fue presidente de Copec, la mayor empresa de Chile y pilar del grupo económico Angelini. Entre 1997 y 2001 fue presidente de la Sociedad de Fomento Fabril. En 1995 adquirió la propiedad de Radio Duna FM, para luego en 2005 venderla al grupo Copesa.
Ha sido director de empresas, entre ellas de Ripley y vicepresidente del Club Deportivo Universidad Católica.
En abril de 2020, deja el directorio de Ripley al que ingresó en julio de 2005 como vicepresidente, presidiéndolo desde 2009. Además se retira de todos los directorios de empresas de las que era parte, anunciando un paso al costado del mundo empresarial para dedicarse al campo.